# 2023年爆米花棒球聯盟
2023年爆米花棒球聯盟，是由中華民國棒球協會主辦的第八屆爆米花棒球聯盟，共有11支球隊參賽，最終合作金庫獲得總冠軍，也是首支四連霸的球隊，並由內野手陳毅宏拿下本屆MVP。

## 賽制
- 九局制比賽，並採突破僵局制。
- 預賽：採雙循環賽制（不保留、不補賽）；若比賽至第12局結束仍未分出勝負時，和局結束。
- 決賽：取預賽成績前四名，採交叉賽制，每場均賽至勝負為止。
- 突破僵局制：
  - 在正規局數（9局）結束後仍無法分出勝負時，進入延長賽（第10局）起採用。
  - 攻方從無人出局一、二壘有人開始進攻。
  - 第10局開始，沿用前一局打序。
  - 其餘任何的代跑或代打將按照既有的規定進行。
  - 突破僵局制成績計算方式：
    - 壘上2位跑者不算（個人）得失分，不算（球隊）失分率。
    - 其他個人紀錄，計算至比賽結束。
    - 球隊比賽分數只記錄至第9局結束止，但計算勝負。
- 如遇連續下雨延誤賽程時，大會有權決定更改比賽方式。

## 各隊登錄球員

### 合作金庫棒球隊
總教練：王燕國
教　練：洪煒杰、林加祐、林　瀚
投　手：朱誥鎮、吳昇峰、夏　忞、賴延峰、侯羿輔、黃柏儒、許凱翔、林志穎、馬駿威
　　　　賴柏瑋、宮象謙、王政浩、黃健隆
捕　手：張力軒、羅浩晨、吳松勳、黃佳瑋、朱瑋淇
內野手：李亦崴、張文賢、陳智輝、高育瑋、陳毅宏、楊先賢、陳致語、許濱顯
外野手：柯景瀚、馬文修、楊振裕、陳孝允

### 台灣電力棒球隊
總教練：鄭竣哲
教　練：莊智捷、陳瑞慕、陳偉志
投　手：謝柏賢、巴青少、郭子銓、王宇傑、郭定泓、陽杰恩、鄭至軒、林亭佑、林奕丞
　　　　李子揚、王翔鷹、陽邯杰
捕　手：林軒逸、張鐿騰、黃韋銘
內野手：范孟傑、鄭俊瑋、廖俊凱、蕭帛庭、黃柏叡、陳聖賢、李育全
外野手：林 柱、蔡智榆、戴如量、陳彥穎、黃鈺程、張豈豪、顏國晉

### 綺麗珊瑚棒球隊
總教練：鄭幸生
教　練：潘菘瑋、黃鈞瑜、胡長豪
投　手：梁宇淵、張哲豪、林敬凱、林仕軒、黃裕閔、陳昱安、李翎嘉、曾偉恩、潘見綸
　　　　楊笑龍、彭宣瑋、余家勝、賴聖峯、黃博蔚
捕　手：林俊業、周亨叡、劉鎬暐、陳文奕
內野手：林紀諺、柯宏恩、徐盛偉、胡志文、陳昱誠
外野手：陳勗誠、林冠廷、王榮駿、傅裕翔、金志傑、吳宗融

### 全越運動棒球隊
總教練：羅國璋
教　練：王宸浩
投　手：劉家宏、林聖榮、洪紹恩、大瀧幸治、劉士瑜、陳昱鈞、西村太陽、高塩將樹
　　　　黃裕哲、蔡易廷、黃翰克、鄭文豪、陳　慎
捕　手：潘元宏、徐威程、蔡岱霖
內野手：姜建銘、郭福凱、古子恩、潘世勳、葉仲益、黃恩賜、陳鴻德
外野手：戴昊恩、黃義坤、劉鎰嘉、林誼鈞、林偉傑、陳俊仁

### 臺中市成棒隊
總教練：鄭達鴻
教　練：林克謙
投　手：仲里翔貴、洪澧濛、曾盛淳、林慶隆、楊尊凱、蔡瑋豪、曾家鋐、逸信.阿娜斯
　　　　高秉洋、蕭憶祥、邱志鵬、劉家維
捕　手：陳冠澔、蔡宗修、廖期脩
內野手：陳敏賜、林雨力、王鵬斐、烏凱恩、曾翰宇、楊承駿、廖元斌、王偉哲
外野手：陽耀勳、陳龍源、張正偉、潘俊宇

### 臺北興富發棒球隊
總教練：呂明賜
教　練：吳復連、李安熙、黃欽智、陳宗宏
投　手：林宇祥、蘇俊榮、賴清榮、林展樟、吳康壬、林浩瑋、洪安生、林銘謙、吳逸平
　　　　洪晨宣、高偉強、林承頴、尤士晉
捕　手：莊凱文、舒治偉、吳家洋
內野手：邱珈麒、陳宥忠、顏廷旭、高偉倫、黃明真、童堉誠、林郁祐、林柏安、羅　堃
外野手：羅人豪、邱偉峻、吳允中、伊斯坦大.比力安、洪仲平

### 新北禾聯棒球隊
總教練：周宗志
教　練：江奕昌、蔡家宏、黃郁倫
投　手：胡逸涵、吳丞哲、張鴻煜、唐榮恩、林浩吉、詹玉澤、俎品辰、楊翔皓、林　航
　　　　黃震武、洪心騏、徐彩筌、張育綸、許吉仁、吳仁傑
捕　手：詹竣翔、蘇品丞、謝彤恩、張益豪、張文漢
內野手：王泓逸、劉任傑、吳嘉峻、賴　俊、丁朝原、李君國
外野手：陳　豪、潘瑋祥、曹家淵、林鴻偉

### 桃園市成棒隊
總教練：康明杉
教　練：施翔凱
投　手：陳冠霖、游宗儒、呂承展、丁祥晉、黃語皓、徐承逸、張佑丞、張智軒、李孟哲
　　　　林孟佶、羅聖凱、鄭祐豪
捕　手：許皓凱、邱繼諒
內野手：張育豪、吳柏毅、巫建霖、杜寅吉、羅紹延、陳子鴻、陳昱銘、陳　瑋
外野手：蔡旻昇、林俊恩、黃子軒、徐子峻、戴源廷、邱澤豪

### 臺南市成棒隊
總教練：張文宗
教　練：吳家輝、許峰賓、沈福仁、謝富仲
投　手：林子揚、翁偉迪、馬嘉佑、李峻旗、李軒慈、林峻葳、張晋恩、劉家宏
　　　　黃宗龍、李偉安、林丹盛、江信德
捕　手：謝易哲、黃家德、蔡瑋泰
內野手：許宸銘、吳承憲、黃彥賓、高宸軒、莊季霖、藍淯勝、蕭宥宏、陳維祥
外野手：林凱鈞、張建鑫、郭冠辰、黃裕翔、趙品惟、李威達、林宥辰

### 屏東紅尾棒球隊
總教練：李祖岑
教　練：曾華偉、余進德、黃俊欽
投　手：葉濠瑋、黃畇樺、林正忠、林易信、陳威宇、鄭翔宇、郭彥輝、歐承韋、宋昌宸
　　　　李孟璋、徐昇暉、余品逸、李家明
捕　手：黃智榮、程正達
內野手：張宇辰、姚品浤、黃　淇、林鈺添、翁耀宗、高　杰、陳嘉翔
外野手：潘宏瑋、黃竣皓、宗秉毅、盧彥祖

### 列特博生技棒球隊
總教練：廖敏雄
教　練：
投　手：楊笑虎、簡子烜、陳原維、陳浩偉、陳勝梧、戴極昇、吳蔚驊、李岳峰、洪宸宇
　　　　王偉軒、林暐辰、楊　凱、詹惟安
捕　手：甘傑文、孔令奇、孟平鴻
內野手：游升緁、余旭楓、許儒昇、吳俊良、高偉豪、廖冠綸、黃　瑄
外野手：葉子然、陳勁佑、吳震良、戴世政、李奎翰、陳家翔、鄭意澄

## 例行賽成績
| 排名 | 隊伍       | 應賽 | 出賽 | 取消 | 勝 | 敗 | 和 | 勝率  |
| ---- | ---------- | ---- | ---- | ---- | -- | -- | -- | ----- |
| 1    | 合作金庫   | 20   | 20   | 0    | 20 | 0  | 0  | 1.000 |
| 2    | 台灣電力   | 20   | 19   | 1    | 15 | 0  | 4  | 0.789 |
| 3    | 台中市     | 20   | 19   | 1    | 11 | 0  | 8  | 0.579 |
| 4    | 全越運動   | 20   | 20   | 0    | 11 | 0  | 9  | 0.550 |
| 5    | 台南市     | 20   | 20   | 0    | 10 | 0  | 10 | 0.500 |
| 5    | 臺北興富發 | 20   | 20   | 0    | 10 | 0  | 10 | 0.500 |
| 7    | 桃園市     | 20   | 19   | 1    | 9  | 0  | 10 | 0.474 |
| 8    | 新北禾聯   | 20   | 20   | 0    | 9  | 0  | 11 | 0.450 |
| 9    | 屏東紅尾   | 20   | 19   | 1    | 7  | 0  | 12 | 0.368 |
| 10   | 列特博生技 | 20   | 20   | 0    | 5  | 0  | 15 | 0.250 |
| 11   | 綺麗珊瑚   | 20   | 20   | 0    | 1  | 0  | 19 | 0.050 |

## 季後賽成績
- 數字代表為隊伍得分

|  | 四強賽 | 四強賽   | 四強賽 |          |     | 冠軍賽   | 冠軍賽   | 冠軍賽 |  |
|  |        |          |        |          |     |          |          |        |  |
|  | 1      | 合作金庫 | 2      |          |     |          |          |        |  |
|  | 1      | 合作金庫 | 2      |          |     |          |          |        |  |
|  | 4      | 全越運動 | 0      |          |     |          |          |        |  |
|  | 4      | 全越運動 | 0      |          | 1st | 合作金庫 | 3        |        |  |
|  |        |          |        |          | 1st | 合作金庫 | 3        |        |  |
|  |        |          | 2nd    | 台灣電力 | 2   |          |          |        |  |
|  | 2      | 台灣電力 | 2nd    | 台灣電力 | 2   | 5        |          |        |  |
|  | 2      | 台灣電力 |        |          |     | 5        |          |        |  |
|  | 3      | 台中市   | 0      |          |     | 季軍賽   | 季軍賽   | 季軍賽 |  |
|  | 3      | 台中市   | 0      |          |     |          |          |        |  |
|  |        |          |        |          |     |          |          |        |  |
|  |        |          |        |          |     | 4th      | 全越運動 | 1      |  |
|  |        |          |        |          |     | 4th      | 全越運動 | 1      |  |
|  |        |          |        |          |     | 3rd      | 台中市   | 2      |  |

## 最終排名
| 排名 | 隊伍       |
| ---- | ---------- |
| 金牌 | 合作金庫   |
| 銀牌 | 台灣電力   |
| 銅牌 | 台中市     |
| 4    | 全越運動   |
| 5    | 台南市     |
| 6    | 臺北興富發 |
| 7    | 桃園市     |
| 8    | 新北禾聯   |
| 9    | 屏東紅尾   |
| 10   | 列特博生技 |
| 11   | 綺麗珊瑚   |

## 獎項

### MVP
| 球員   | 所屬球隊 |
| ------ | -------- |
| 陳毅宏 | 合作金庫 |

### 個人獎項
| 獎項     | 球員     | 所屬球隊   |
| -------- | -------- | ---------- |
| 打擊獎   | 孔令奇   | 列特博生技 |
| 打點獎   | 高育瑋   | 合作金庫   |
| 全壘打獎 | 高育瑋   | 合作金庫   |
| 投手獎   | 郭子銓   | 台灣電力   |
| 救援王   | 王政浩   | 合作金庫   |
| 三振王   | 高塩將樹 | 全越運動   |
| 最佳教練 | 王燕國   | 合作金庫   |

## 外部連結
- 2023年爆米花棒球聯盟在台灣棒球維基館上的頁面（繁體中文）
- 2023年爆米花棒球聯盟 （页面存档备份，存于）